# Béthemont-la-Forêt
Béthemont-la-Forêt é uma comuna francesa na região administrativa da Ilha de França, no departamento do Vale do Oise. Estende-se por uma área de 3.79 km². Em 2010 a comuna tinha 415 habitantes (densidade: 109,5 hab./km²).